# Gymnastyorka

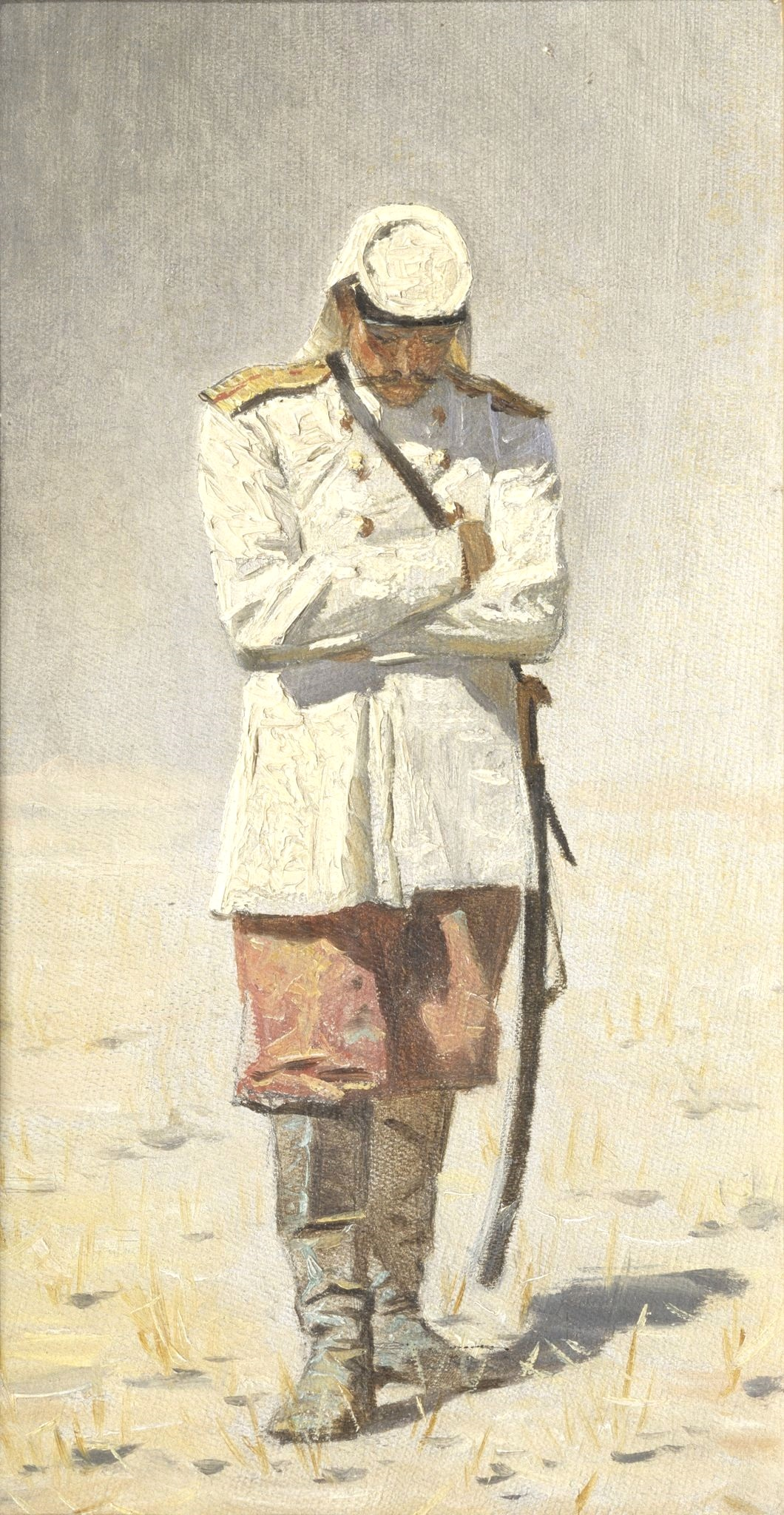
Gimnasterka (kitel) do modelo de oficial trespassado por volta de 1873.

A Gymnastyorka (geralmente transliterado como gimnasterka; também escrito gymnastiorka; russo:  гимнастёрка, tr. Gimnastiorka; IPA: [gʲɪmnɐˈsʲtʲɵrkə]) era uma jaqueta militar russa composta por uma vestimenta tipo pulôver com gola alta e fecho de botão duplo. Além disso, um ou dois bolsos superiores no peito, com ou sem abas, poderiam ter sido usados. Além disso, um ou dois bolsos superiores no peito, com ou sem abas, poderiam ter sido usados. Tinha provisão para ombreiras (dragonas ou alças) e, às vezes, cotovelos e punhos reforçados. A versão czarista tinha gola alta, enquanto a versão M35 tinha gola dobrável, a qual foi substituída pela gola alta na versão M43. A versão militar soviética M35 geralmente tinha botões ocultos. Uma versão trespassada (kitel) para oficiais de todas as patentes existia durante o período czarista.

## Origens

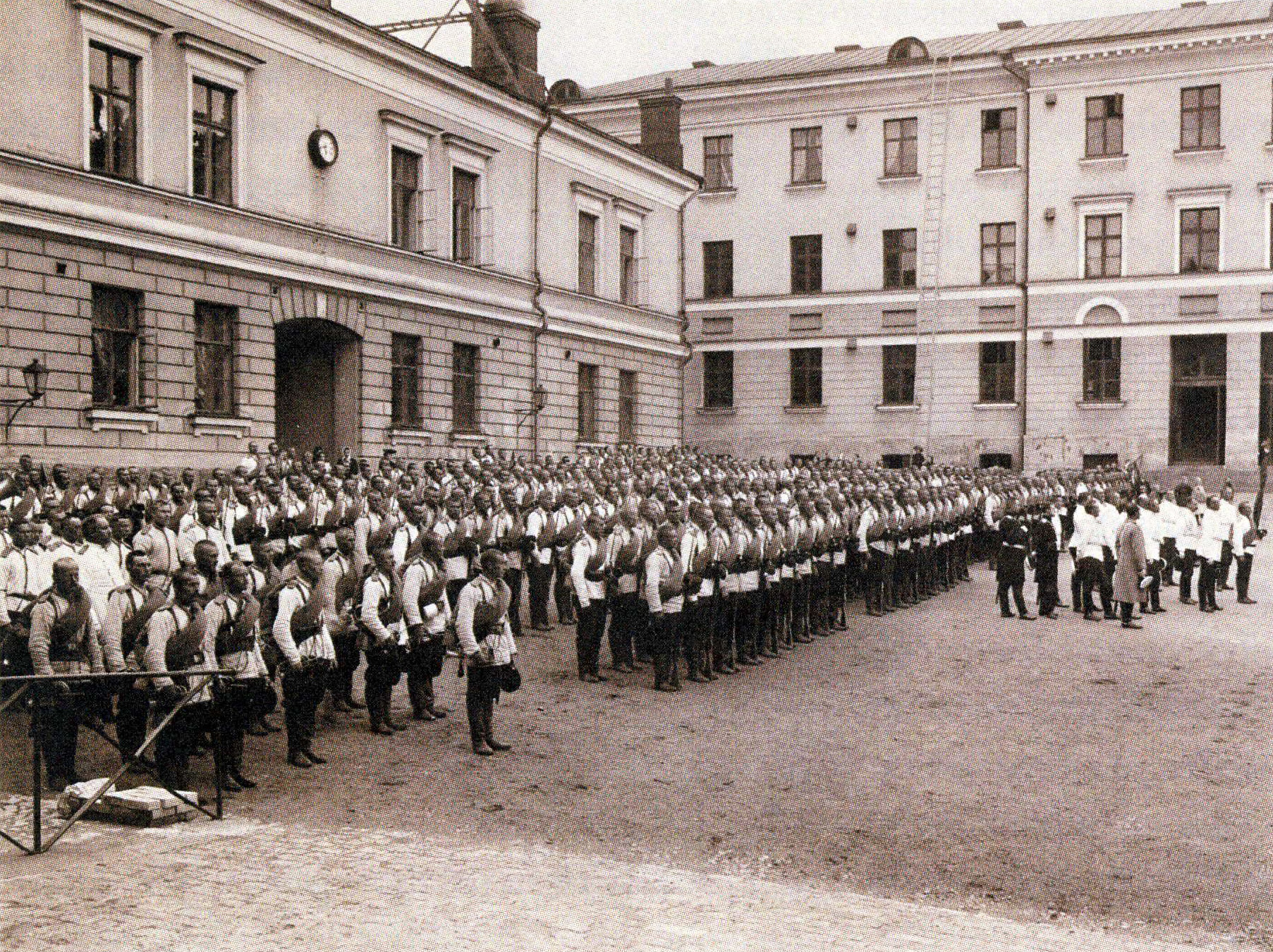
Batalhão de Fuzileiros da Guarda Finlandesa em desfile com túnicas brancas de gymnastyorka, em abril de 1905. Os oficiais à direita estão vestindo a túnica kitel.

A gymnastyorka (até 1917 oficialmente chamada de "túnica de ginástica", em russo:  гимнастическая рубаха, transl. Gimnasticheskaya rubakha) foi originalmente introduzida no Exército Imperial Russo por volta de 1870 para ser usada pelos regimentos estacionados no Turquestão durante os verões quentes. Assumia a forma de uma "túnica-camisa" larga de linho branco e incluía as ombreiras coloridas da túnica verde escura usada durante o resto do ano. A gymnastyorka foi usada por todos os ramos do Exército Imperial Russo na época da Guerra Russo-Turca de 1877-1878. Originalmente concebido como um traje de trabalho em tempos de paz e modelado no tradicional avental camponês russo, o gymnastyorka foi posteriormente adotado para tarefas comuns e de serviço ativo. Foi usado como tal por suboficiais no verão durante a década de 1890 e início de 1900. O equivalente dos oficiais era uma túnica ou kitel branco trespassado. Durante a Guerra Russo-Japonesa de 1904-1905, a gymnastyorka branca com suas ombreiras vermelhas ou azuis provou ser muito visível contra o armamento moderno e as roupas eram frequentemente tingidas em vários tons de cáqui. A elegância e o conforto da gymnastyorka branca permitiram que ela sobrevivesse por mais alguns anos de uso em tempos de paz, até que uma versão cáqui leve foi adotada em 1907-09 e usada durante a Primeira Guerra Mundial.

## Pós-Revolução
Após a Revolução Russa de 1917, uma nova versão da gymnastyorka com gola dobrável foi emitida para as forças bolcheviques, com três tiras razgovory costuradas no peito em cores de arma e serviço. Durante a Guerra Civil Russa, tanto o Exército Branco contra-revolucionário quanto o Exército Vermelho bolchevique usavam gymnastyorkas, as tropas do Exército Branco receberam novas gymnastyorkas pretas do padrão Imperial original, algumas delas usavam velhas calças cáqui-esverdeadas ou brancas, mas todas elas tinham ombreiras. O Exército Vermelho bolchevique usava túnicas originais com padrão imperial e túnicas de um novo modelo, com ou sem listras coloridas, mas algumas acrescentadas com dois bolsos no peito. A grande variedade de uniformes usados por ambos os lados durante a Guerra Civil surgiu de dificuldades de suprimento e produção nas condições caóticas da época.
Em 1924, as alças de ombro foram abolidas e, em 1935, a gymnastyorka foi modificada para acomodar a reintrodução de patentes pessoais no Exército Vermelho. A versão M35 foi ligeiramente modificada em 1º de agosto de 1941 após a experiência da Guerra de Inverno, substituindo as abas de posto coloridas do colarinho por outras mais opacas e suaves. Em 1943, a tradicional versão czarista com gola alta e ombreiras foi reintroduzida, substituindo a gymnastyorka M35. O modelo M43 permaneceu em serviço até que a gymnastyorka foi finalmente abolida em 1969.
- Gymnastyorka de um sargento sênior do Exército Vermelho, modelo de 1935.
- Um veterano com um modelo M43.
- Soldado do Exército Vermelho vestindo uma Budiónovka e uma Gymnastyorka com padrão da época da Guerra Civil Russa com três tiras razgovory costuradas no peito.

## Outros usuários
A gymnastyorka também foi adotada por vários Estados satélites soviéticos, como Bulgária, Mongólia, Albânia e Coreia do Norte. Os soldados alistados no Exército Norte-Coreano continuam a usar a gymnastyorka como parte de seu uniforme de campanha.
A polícia czarista também usou a gymnastyorka branca como vestimenta de verão até 1917. Os seus sucessores, a Militsiya soviética, continuaram a usar esta vestimenta tradicional até a década de 1950.